# Dina Galiakbarova
Dina Eduardovna Galiakbarova (în rusă Дина Эдуардовна Галиакбарова; n. 2 noiembrie 1991, Bișkek, Kârgâzstan) este o scrimeră rusă specializată pe sabie, triplă campioană mondială pe echipe (în 2010, 2011 și 2012) și dublă campioană pe echipe (în 2012 și 2014).
S-a apucat de scrimă la vârsta de 14 ani. Tatăl său a fost primul antrenor. A devenit campioana europeană la juniori (U20) în 2010 și campioana europeană la tineret (U23) în 2011. În același an, a câștigat și Campionatul Mondial la juniori.

## Palmares
Clasamentul la Cupa Mondială
| An  | 2008 | 2009 | 2010 | 2011 | 2012 | 2013 | 2014 | 2015 |
| --- | ---- | ---- | ---- | ---- | ---- | ---- | ---- | ---- |
| Loc | 193  | 224  | _    | 33   | 46   | 8    | 18   | 54   |